# 6 رمضان
- السبت
- الأحد
- الاثنين
- الثلاثاء
- الأربعاء
- الخميس
- الجمعة

- 11 مارس 2025
- 22 مارس 2025
- 33 مارس 2025
- 44 مارس 2025
- 55 مارس 2025
- 66 مارس 2025
- 77 مارس 2025
- 88 مارس 2025
- 99 مارس 2025
- 1010 مارس 2025
- 1111 مارس 2025
- 1212 مارس 2025
- 1313 مارس 2025
- 1414 مارس 2025
- 1515 مارس 2025
- 1616 مارس 2025
- 1717 مارس 2025
- 1818 مارس 2025
- 1919 مارس 2025
- 2020 مارس 2025
- 2121 مارس 2025
- 2222 مارس 2025
- 2323 مارس 2025
- 2424 مارس 2025
- 2525 مارس 2025
- 2626 مارس 2025
- 2727 مارس 2025
- 2828 مارس 2025
- 2929 مارس 2025
- 130 مارس 2025
- 231 مارس 2025
- 31 أبريل 2025
- 42 أبريل 2025
- 53 أبريل 2025
- 64 أبريل 2025

6 رمضان أو 6 رمضان المُبارك أو يوم 6 \ 9 (اليوم السادس من الشهر التاسع) هو اليوم الثاني والأربعون بعد المائتين (242) من أيَّام السنة (أو الثالث والأربعون بعد المائتين لو كان شهر شعبان مُتممًا لليوم الثلاثين أو الرابع والأربعون بعد المائتين لو أتم كلاً من صفر وربيع الآخر وجمادى الآخرة وشعبان ثلاثين يوماً) وفق التقويم الهجري القمري (العربي). يبقى بعده 112 أو 113 يومًا لانتهاء السنة.

## أحداث
- ح. 2132 ق.هـ. نزول التوراة على النبي موسى وفقًا لما ورد في كتاب البداية والنهاية لابن كثير.
- 93 هـ - المسلمون يفتحون بلاد السند، حيث انتصر محمد بن القاسم الثقفي على جيوش الهند عند نهر السند وتم فتح بلاد السند، وكان ذلك في آخر عهد الوليد بن عبد الملك.
- 223 هـ - فتح عمورية، حيث لبَّى الخليفة العباسي المعتصم نداء طلب النجدة في عمورية وفتحها.
- 364 هـ - الجيوش البيزنطية تدخل بعلبك والجنود يحرقون ما حولها سلباً ونهباً، ووصلت جيوشهم إلى البقاع وما حولها.
- 387 هـ - الخليفة الفاطمي الحاكم بأمر الله يصدر قراراً باعفاء الصيادين في البحر الأحمر من دفع ما عليهم من ضرائب.
- 532 هـ - انتصار المسلمين على الصليبيين لأول مرة بقيادة عماد الدين زنكي شمال بلاد الشام بحلب.
- 1299 هـ - الموافق 22 يوليو 1882 م اجتماع الجمعية العمومية المصرية من ممثلي الأمة في أثناء الثورة العرابية، وإعلانها الوقوف مع أحمد عرابي، ووقوفها ضد قرارات الخديوي توفيق؛ لأنه انحاز إلى البريطانيين، وتواطأ معهم ضد بلده.
- 1358هـ - المناضلون الليبيون في الخارج يعقدون اجتماعًا في الإسكندرية يجددون فيه البيعة لمحمد إدريس السنوسي بالإمارة في ليبيا.
- 1372هـ - اللواء محمد نجيب يشكل حكومته الثانية وذلك بعد نجاح الثورة ضد النظام الملكي.
- 1405هـ - أمير دولة الكويت الشيخ جابر الأحمد الصباح يتعرض لمحاولة اغتيال وذلك عندما حاولت إحدى السيارات الواقفة عند الرصيف الأوسط من الطريق اقتحام الموكب الذي كان في طريقه إلى مكتب الأمير في قصر السيف مما أدى إلى انفجارها بما تحمله من مواد متفجرة واحتراق عدد من سيارات الموكب والسيارات الأخرى القريبة، وأسفر الحادث عن سقوط ثلاثة قتلى إضافة إلى الجاني وأصيب عدد كبير من جراء الانفجار.
- 1407هـ - رئيس الوزراء اللبناني رشيد كرامي يستقيل من منصبه.
- 1417هـ - توقيع اتفاقية الخليل بين السلطة الوطنية الفلسطينية وإسرائيل في إيريز بشمال قطاع غزة تتضمن تقسيم مدينة الخليل الفلسطينية بين الجانبين، وإعادة انتشار القوات الإسرائيلية في بعض المناطق الفلسطينية.
- 1424هـ - رئيس وزراء ماليزيا مهاتير محمد يتخلى عن منصبة بعد 22 عامًا في الحكم.
- 1429هـ - انتخاب آصف علي زرداري من حزب الشعب الباكستاني رئيسًا للبلاد خلفًا للرئيس برويز مشرف.
- 1433هـ - الرئيس المصري محمد مرسي يكلف وزير الري بالحكومة المستقيلة هشام قنديل بتشكيل الحكومة الجديدة.
- 1437هـ - مقتل 16 شخصاً على الأقل وإصابة 35 آخرين في تفجيرين انتحاريين بمنطقة السيدة زينب في ريف دمشق نفذه انتحاري بحزام ناسف والثاني بسيارة مفخخة.
- 1438هـ - مقتل 90 شخصا على الأقل وإصابة 400 آخرين معظمهم مدنيون في تفجير انتحاري بسيارة مفخخة في العاصمة الأفغانية كابول.
- 1443هـ - الرئيس اليمني عبد ربه منصور هادي يعلن نقل كامل صلاحياته لمجلس القيادة الرئاسي برئاسة رشاد محمد العليمي.

## مواليد
- 1306هـ - محمد رضا الشبيبي، عالم شيعي اثنا عشري عراقي.
- 1321هـ - أبو الأعلى المودودي، مفكر إسلامي هندي.
- 1346هـ - أرئيل شارون، رئيس وزراء إسرائيل.
- 1353هـ - إحسان كمال، روائية مصرية.
- 1387هـ - عبد العزيز الشايجي، مهندس وسياسي كويتي.
- 1390هـ - سناء موزيان، ممثلة مغربية.
- 1391هـ - ماجد المهندس، مغني عراقي \ سعودي.
- 1394هـ - دينا الخنجي، ممثلة بحرينية.
- 1398هـ - غادة الفيحاني، ممثلة بحرينية.
- 1401هـ - ميريام عطا الله، مغنية وممثلة سورية.
- 1406هـ - جوزيف عطية، مغني لبناني.
- 1415هـ - عدنان يانوزاي لاعب كرة قدم بلجيكي.

## وفيات
- 1312هـ - الخديوي إسماعيل، خامس حكام مصر من الأسرة العلوية.
- 1385هـ - هلال بن بدر البوسعيدي، رحالة وشاعر وسياسي عُماني.
- 1400 هـ ـ جلال الدين هومائي، فقيه وأديب وأكاديمي إيراني.
- 1412هـ - مناحم بيجن، رئيس وزراء إسرائيل.
- 1429هـ - محمد عبد الحليم أبو غزالة، وزير الدفاع المصري.
- 1430هـ - عبد العزيز الحكيم، رجل دين وسياسي عراقي.
- 1431هـ -
  - غازي عبد الرحمن القصيبي، شاعر وأديب وسفير ووزير سعودي.
  - فؤاد أحمد، ممثل مصري.
- 1441هـ - عرفان خان، ممثل هندي.

## وصلات خارجية
- حدث في يوم 6 رمضان - إذاعة صوت الأقصى.
- موقع قصة الإسلام: حدث في شهر رمضان.